# Jean-Claude Martens
Jean-Claude Martens – belgijski projektant wyścigowy samochodów.

## Życiorys
Jean-Claude Martens w 2000 roku zaprojektował bolid Toyota TF101 dla Toyoty debiutującej w Formule 1, bolid służył do testowania, by Toyota mogła lepiej przygotować się do startów w sezonie 2002.
Martens zaprojektował samochód Opel Vectra dla serii DTM dla zespołu Lotus, który był używany przez Heinza-Haralda Frentzena, Timo Scheidera, Manuela Reutera, Marcela Fasslera, Laurenta Aiello i Petera Dumbrecka.